# Sheddach

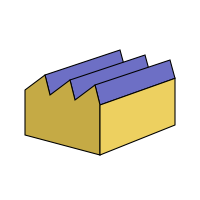
Sheddach

Sheddach als markantes Merkmal gängiger Industrie- oder Fabrik-Piktogramme

Ein Sheddach (eingedeutscht auch Scheddach) oder Sägezahndach ist eine Dachform, die vor allem bei Bauten mit großen Grundflächen wie zum Beispiel Fabrik-, Ausstellungs- und Mehrzweckhallen konstruiert wird. Dabei werden mehrere selbsttragende ungleichgeneigte satteldachartige Konstruktionen nebeneinander zusammengesetzt.
Ein Gebäude mit Sheddachkonstruktion wird auch als Shedhalle, Shedgebäude oder Shedbau bezeichnet. Der Wortursprung dürfte im englischsprachigen Begriff shed für Schuppen bzw. Verschlag liegen. Dennoch wird im Englischen diese Dachform als saw-tooth roof (wörtlich „Sägezahndach“) bezeichnet, während shed roof ein einfaches Schuppendach bezeichnet.

## Konstruktion

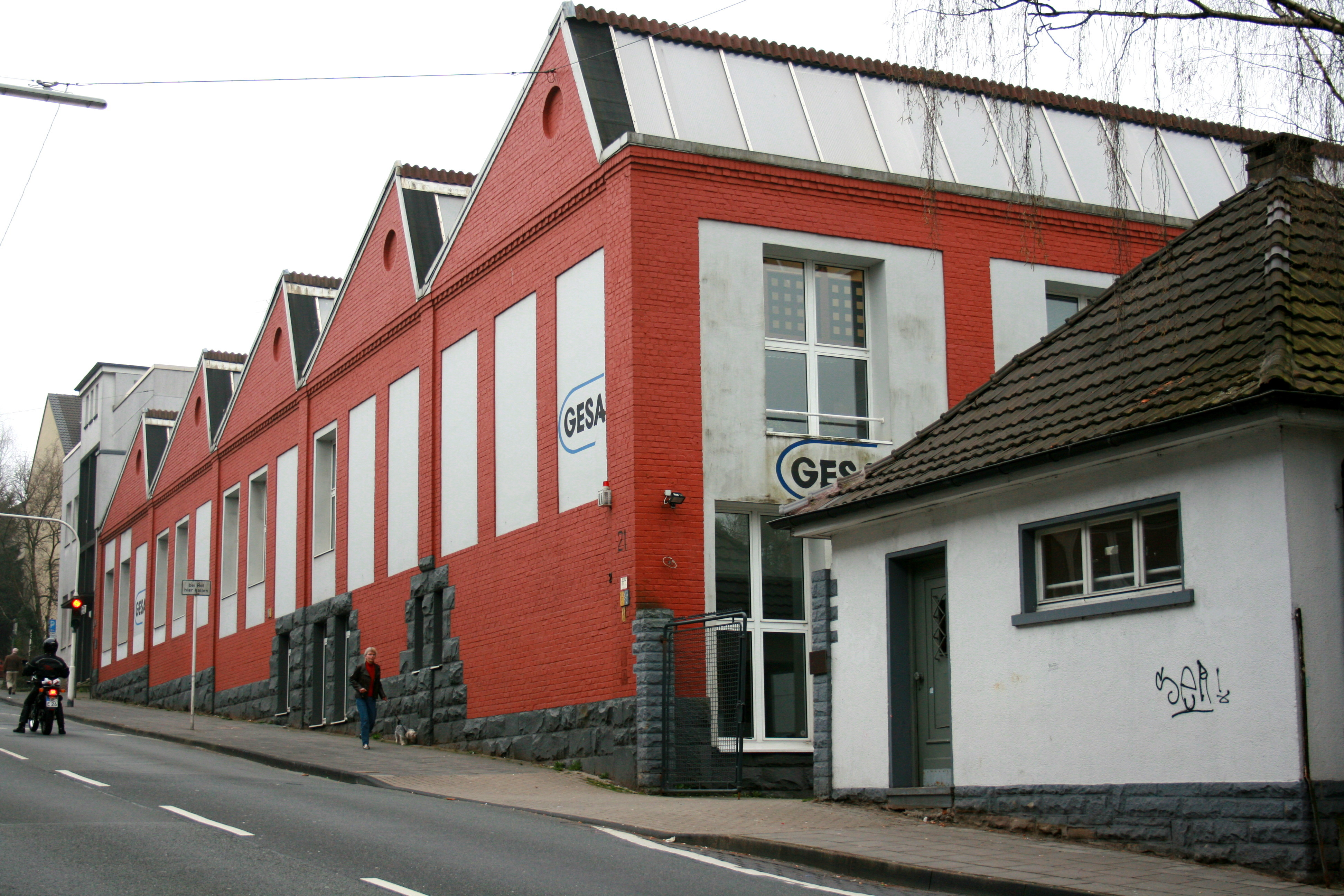
Sheddach einer ehemaligen Reißverschlussfabrik

Die Sheddächer sind Mitte des 19. Jahrhunderts bei Fabrikbauten in England aufgekommen. Ihr Vorteil ist, dass eine Ausleuchtung durch den natürlichen Lichteinfall aus Norden blendfrei ohne Bildung von Schlagschatten ermöglicht wird. Ein zusätzlicher positiver Effekt der Ausrichtung der Sheddächer nach Norden ist die Minimierung unerwünschter Hitze; die direkte Sonneneinstrahlung ist verhältnismäßig gering.
Die einzelnen Konstruktionen bestehen aus zwei Dachflächen, die flachere Eingedeckte und die steilere Lichtdurchlässige.
Die steile Dachfläche wird lichtdurchlässig ausgeführt, damit die gleichmäßige und optimierte Belichtung großer und größter überdachter Flächen erreicht werden kann. In Gebäuden, in denen Blendung eine nachrangige Rolle spielt, können Sheddächer auch in andere Himmelsrichtungen als Norden ausgerichtet sein. Erfolgt dabei eine zweiseitige Belichtung über seitlich zusätzlich angeordnete Oberlichter in Sheddächern, steigt die Beleuchtungsstärke in Raummitte an und wird an den Wänden optimiert.
In der Nachkriegszeit wurde die Beleuchtung durch den Einsatz von Leuchtstoffröhren weiter verbessert.

## Varianten

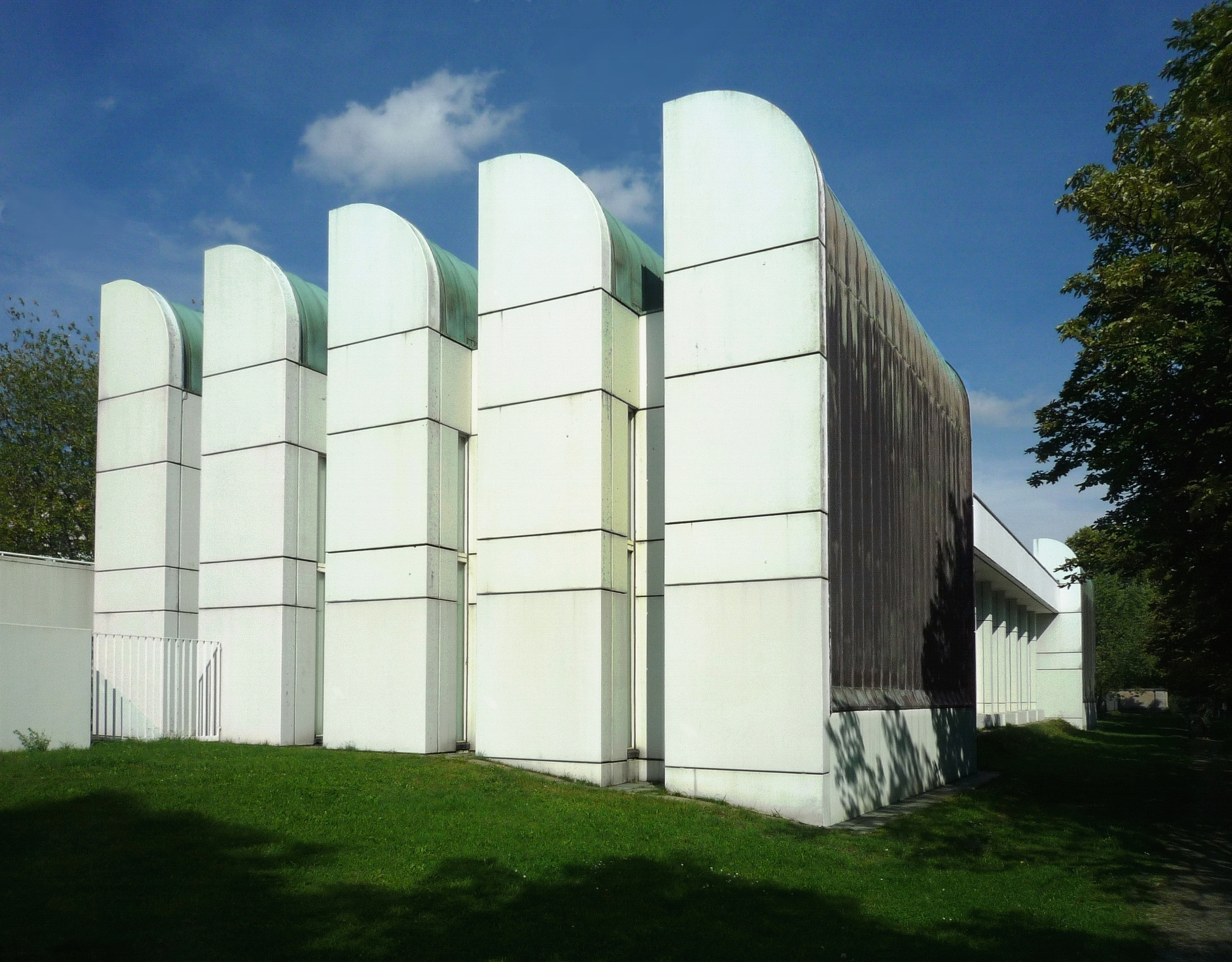
Bauhaus-Archiv, Berlin.

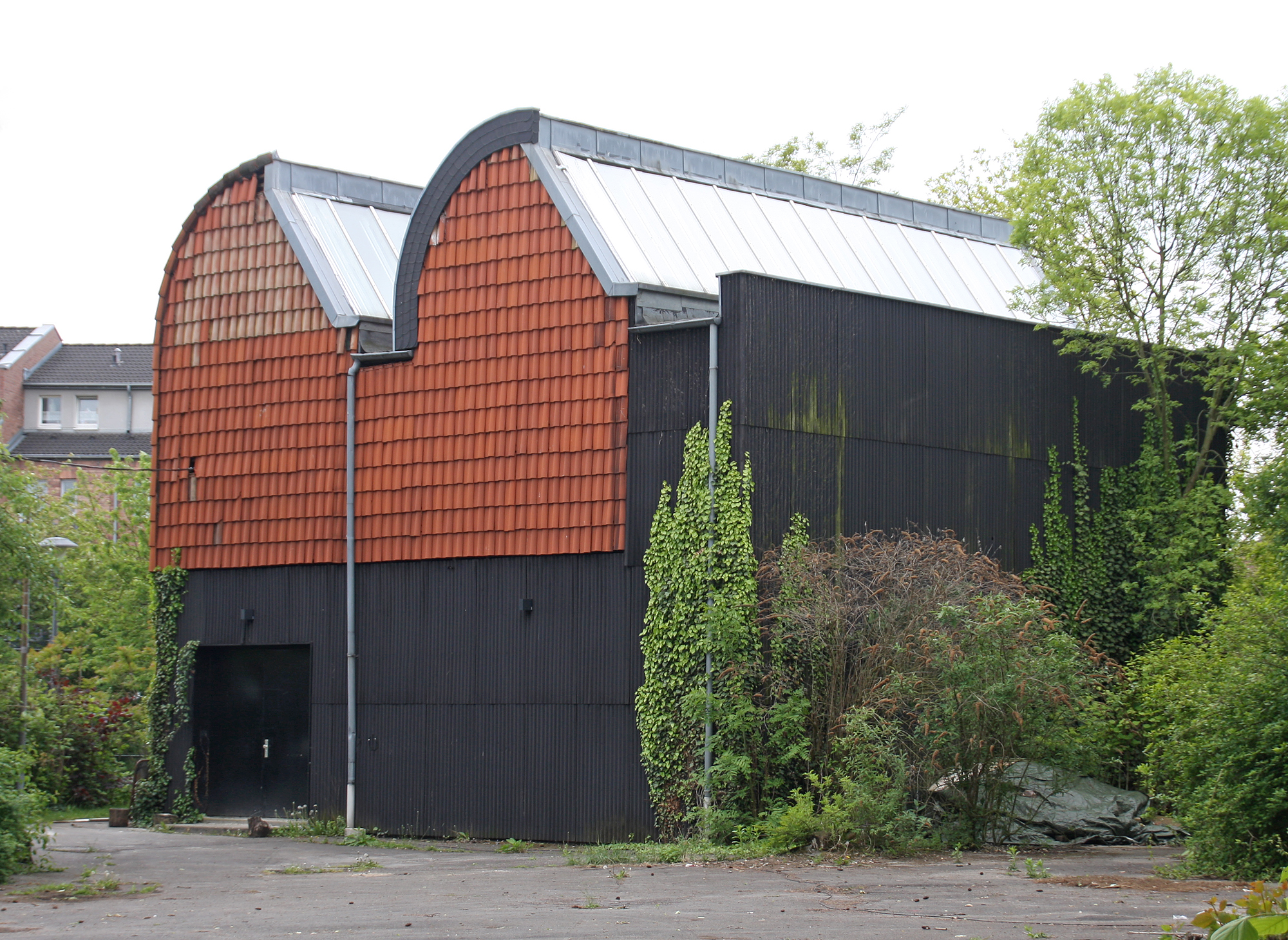
Simultanhalle, Köln.

Inzwischen werden Sheddächer auch im Museumsneubau eingesetzt – oft in der Variante mit 1/4-Kreisform.